# Louisianában történt légi közlekedési balesetek listája
A Louisianában történt légi közlekedési balesetek listája az Amerikai Egyesült Államok Louisiana államában történt halálos áldozattal járó, illetve a kisebb balesetek, meghibásodások miatt történt, gyakran csak az adott légiforgalmi járművet érintő baleseteket is tartalmazza évenkénti bontásban.

## Louisianában történt légi közlekedési balesetek

### 2019
- 2019. december 28. 9:22 (helyi idő szerint), Lafayette Nemzetközi repülőtér közelében. Egy kétmotoros Piper Cheyenne típusú nyolcfős kisrepülőgép villanyvezetéknek ütközött és lezuhant. A gépen utazók közül 5 fő életét vesztette, két főt súlyos sérülésekkel kórházba szállítottak.[1][2]